# Рыбинский государственный авиационный технический университет имени П. А. Соловьёва
Рыбинский государственный авиационный технический университет имени П. А. Соловьёва (РГАТУ им. П. А. Соловьёва) — высшее учебное заведение в городе Рыбинск.

## История
В 1932 году был открыт Рыбинский авиационный институт им. С. Орджоникидзе. Во время Великой Отечественной войны в числе других стратегических объектов города он был эвакуирован в Уфу, где некоторое время спустя был преобразован в Уфимский авиационный институт им. С. Орджоникидзе.
Новый авиационный вуз в Рыбинске был открыт 25 мая 1955 года как вечерний авиационный технологический институт с двумя факультетами — авиационным и механико-технологическим. В 1964 году Рыбинский вечерний авиационный технологический институт реорганизован в институт со всеми формами обучения — дневной, вечерней и заочной. В 1976 году организованы авиамеханический, авиаметаллургический и радиотехнический факультеты. В 1994 году статус института повышен до академии. 14 июля 2011 решением коллегии Рособрнадзора вузу присвоен статус университета, 11 ноября 2011 года вуз переименован в Рыбинский государственный авиационный технический университет имени П. А. Соловьёва.

## Современное состояние
В настоящее время обучается 6,5 тыс. студентов, работает 240 штатных преподавателей, в том числе 60 докторов наук и 138 кандидатов наук.

## РГАТУ в рейтингах
В 2014 году агентство «Эксперт РА», включило ВУЗ в список лучших высших учебных заведений Содружества Независимых Государств, где ему был присвоен рейтинговый класс «Е».
| Название рейтинга                                               | Год  | Место |
| --------------------------------------------------------------- | ---- | ----- |
| «4 International Colleges & Universities», рейтинг вузов России | 2013 | 390   |
| «Webometrics», рейтинг вузов России                             | 2012 | 734   |
| «Webometrics», рейтинг вузов мира                               | 2012 | 15051 |

## Факультеты
- Факультет авиадвигателестроения.
- Факультет авиатехнологический.
- Факультет радиоэлектроники и информатики.
- Факультет социально-экономический.
- Факультет заочного обучения.
- Подготовительные курсы.
- Рыбинский авиационный колледж.

## Библиотека
Библиотека РГАТУ — ровесница университета, организована в 1955 г. Фонд её насчитывает более 660 тыс. книг. Это учебная, научная литература, периодические издания, нормативно — техническая документация, диссертации, отчёты о НИР, труды вузов, издания НТИ, художественная литература, электронные ресурсы (электронные учебные издания, полнотекстовая БД трудов преподавателей университетов, ЭБС).

## Филиалы
Имеются Тутаевский и Гаврилов-Ямский филиалы, представительства в Ярославле и Пошехонье, аспирантура и докторантура.

## Известные выпускники
- См.: Выпускники РГАТА